# Gasteranthus calcaratus
Gasteranthus calcaratus är en tvåhjärtbladig växtart som först beskrevs av Carl Sigismund Kunth, och fick sitt nu gällande namn av Wiehler. Gasteranthus calcaratus ingår i släktet Gasteranthus och familjen Gesneriaceae.

## Underarter
Arten delas in i följande underarter:
- G. c. calcaratus
- G. c. calceolus
- G. c. oncogastrus